# Spinomantis massi
Espèce
Synonymes
- Mantidactylus massi Glaw & Vences, 1994
- Mantidactylus massorum Glaw & Vences, 1994
- Spinomantis massorum (Glaw & Vences, 1994)

Statut de conservation UICN

 VU B1ab(iii)+2ab(iii) : Vulnérable
Spinomantis massi est une espèce d'amphibiens de la famille des Mantellidae.

## Répartition

Aire de répartition de Spinomantis massi.

Cette espèce est endémique de Madagascar. Elle se rencontre entre 200 et 1 100 m d'altitude dans le nord-ouest de l'île,. 

## Description
Spinomantis massi mesure environ 37 mm. Son dos est brun clair avec des taches irrégulières brunes et quelques-unes de couleur verte. Ses flancs sont tachés de blancs. Son ventre est blanchâtre. Ses os sont vert clair.

## Étymologie
Cette espèce est nommée en l'honneur d'Andrea Mass, la fille de Frank Glaw, pour célébrer son mariage avec Robert Mass.

## Publication originale
- Glaw & Vences, 1994 : A Fieldguide to the Amphibians and Reptiles of Madagascar - Including Mammals and Freshwater Fish. ed. 2, p. 1-331  (ISBN 3-929449-01-3)